# Meimsheim
Meimsheim (schwäbisch: Moimsa) ist ein Dorf im Landkreis Heilbronn in Baden-Württemberg, das seit dem 1. April 1972 zu Brackenheim gehört.

## Geschichte
Die Gegend um Meimsheim wurde bereits in der Vorzeit besiedelt. Funde aus der Jungsteinzeit, der Bronzezeit und der Eisenzeit sowie keltische und römische Siedlungsspuren wurden an verschiedenen Stellen der Gemarkung entdeckt. Die Straßen nach Dürrenzimmern, Hausen, Lauffen und Kirchheim sind römischen Ursprungs und trafen bei der außerhalb der Ortsmitte liegenden Kirche von Meimsheim zusammen. Außer dem sechs Gebäude umfassenden Gutshof im Kaywald wurden auch bei der Kirche römische Baureste entdeckt. Meimsheim scheint zur Römerzeit ein Verkehrs-, wenn nicht gar Verwaltungsmittelpunkt gewesen zu sein. Aus alemannischer oder frühfränkischer Zeit wurden 23 Reihengräber im Bereich der Bahnhofstraße gefunden. Der heutige Ort entwickelte sich spätestens in fränkischer Zeit als Siedlung südlich der römischen Ruinen. Die vermutlich schon im 7. Jahrhundert bestehende Kirche des Ortes wurde jedoch direkt auf den römischen Fundamenten errichtet, weswegen sie bis heute räumlich vom Ort getrennt ist.
Erstmals urkundlich erwähnt wurde Meimsheim als „Meginbodesheim“ im Jahr 788 im Lorscher Codex anlässlich einer Schenkung an das Kloster Lorsch.  Die Erwähnung als villa in einer Urkunde von 805 deutet darauf hin, dass der Ort damals bereits dorfähnlichen Charakter hatte und nicht nur ein Einzelgehöft war. Im Hirsauer Codex finden sich ebenfalls Eintragungen, die auf Meimsheim hinweisen, jedoch könnten manche dort erwähnten Ortsnamen wie „Meginsheim“ oder „Meginesheim“ sich auch auf das abgegangene Dorf Magenheim unterhalb des nahen Michaelsbergs beziehen. Im Reichenbacher Schenkungsbuch dagegen wird wieder verschiedene Male zweifelsfrei Meimsheim als „Meginbotesheim“ erwähnt. Aus den genannten Quellen wird hergeleitet, dass der Ort im 11. und 12. Jahrhundert den Grafen von Calw gehört haben soll, wenngleich auch der Ortsadel von Brackenheim, die Herren von Eberdingen, die Herren von Magenheim und andere im Dorf begütert waren.
Im 12. und 13. Jahrhundert existierte mit den Herren von Meimsheim ein Ortsadel, der in Meimsheim eine Burg bzw. ein Schloss bewohnt haben soll. Die auf der südlich des Ortes gelegenen Rosenhöhe gefundenen Mauerreste (Gewann Burgstättle) sollen die Fundamente dieses Herrschaftssitzes sein. Um 1345 traten die Grafen von Vaihingen als Würzburger Lehnsleute in Meimsheim auf, zu dieser Zeit wird auch ein niederes Landgericht in Meimsheim erwähnt.
Die vielfältigen und zersplitterten mittelalterlichen Besitz- und Abhängigkeitsverhältnisse führten vom 14. Jahrhundert bis zum Ende des 16. Jahrhunderts zu einer beinahe 200-jährigen Teilung des Ortes. Württemberg erhielt um 1360 den vormals dem Erzbistum Mainz und dem Bistum Würzburg gehörenden nördlichen Teil des Ortes, die Herren von Gemmingen gelangten 1402 in den Besitz des vormals den Grafen von Calw gehörenden südlichen Teils. Die Dorfstraße (heute: Bahnhofstraße) bildete die Grenzlinie zwischen den Besitzteilen. Stephan von Venningen und seine Frau Margareta von Gemmingen verkauften 1517 ihren Meimsheimer Besitz an Plicker von Gemmingen. 1585 verkauften die Herren von Gemmingen ihren Teil des Ortes an Herzog Ludwig von Württemberg, womit Meimsheim ganz württembergisch wurde. 1618 wurden die vormals gemmingenschen Einwohner nach Württemberg inkorporiert. Um 1595 wurde ein Rathaus errichtet, und der Ort zählte rund 400 Einwohner.
Meimsheim teilte im 17. und 18. Jahrhundert die Geschichte zahlreicher Dörfer im Zabergäu. Ab Anfang des 17. Jahrhunderts forderten Seuchen wie die Pest zahlreiche Tote. Im Dreißigjährigen Krieg floh oder verstarb ein Großteil der Einwohnerschaft, die nachfolgenden Erbfolgekriege brachten bis in die Mitte des 18. Jahrhunderts weiteres Leid, und die Napoleonischen Kriege zu Beginn des 19. Jahrhunderts verursachten vor allem durch Einquartierung fremder Truppenverbände weitere Beschwerden. Die ärmlichen Verhältnisse im Ort führten im 19. Jahrhundert zur Ab- bzw. Auswanderung von rund 300 Einwohnern.
Meimsheim gehörte zum altwürttembergischen Amt Brackenheim und blieb bei der Umsetzung der neuen Verwaltungsgliederung im seit 1806 bestehenden Königreich Württemberg weiterhin dem nunmehrigen Oberamt Brackenheim zugeordnet.
Im Jahr 1822 erwarb die von Landwirtschaft und Weinbau geprägte Gemeinde die herrschaftliche Kelter, musste jedoch aufgrund ihrer Schulden bereits 1825 einen Teil der zur Meimsheimer Markung zählenden Äcker an Nachbargemeinden veräußern. 1838 veräußerte die Gemeinde weitere Flächen, musste dennoch im Folgejahr weitere Kredite zum Ausbau des Schulhauses und der Straßen aufnehmen.

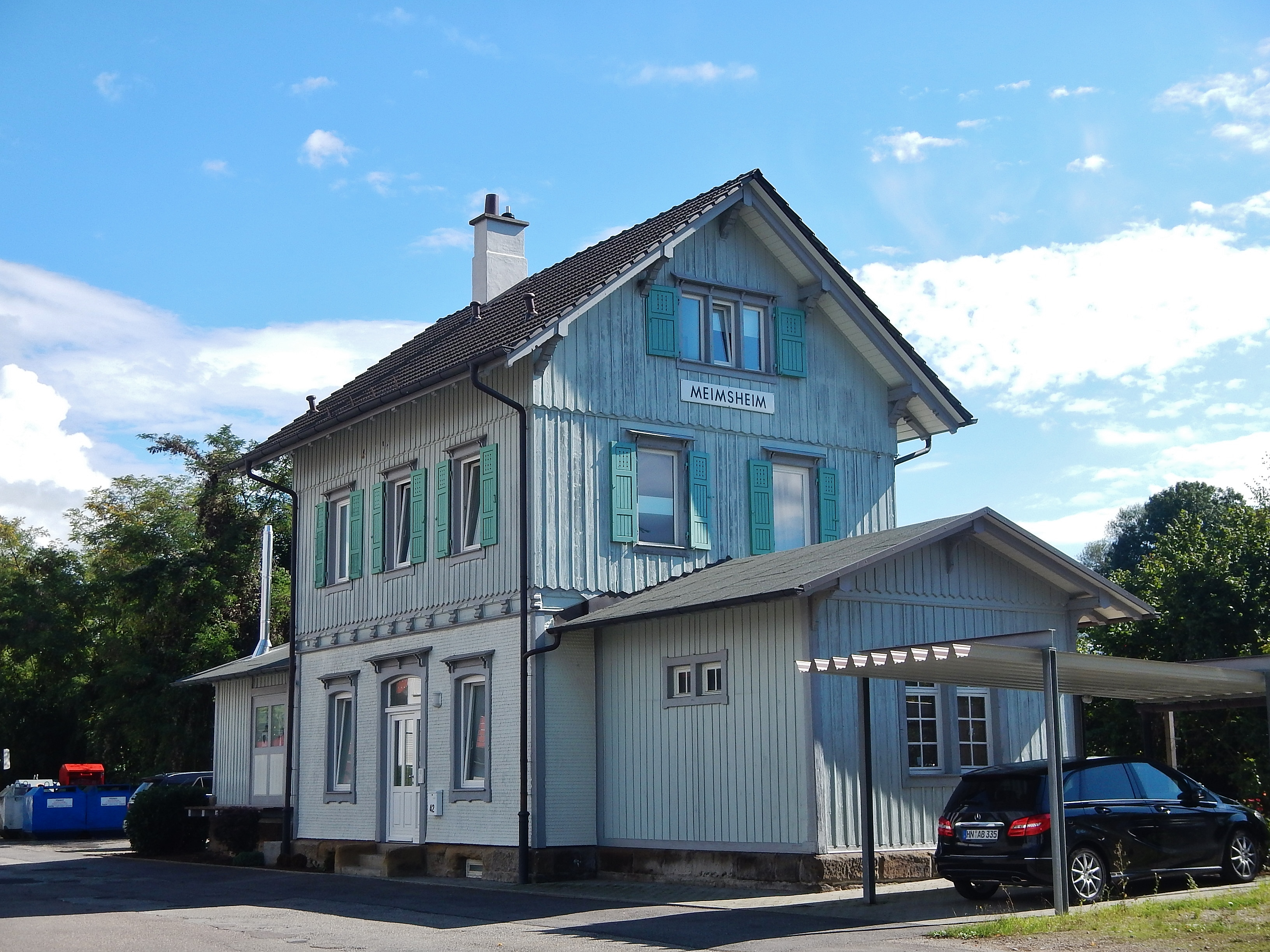
Der Meimsheimer Bahnhof (2014)

1846 wurde das historische Rathaus umgebaut, 1873 wurde eine Postexpedition eröffnet. Am 28. August 1896 eröffneten die Königlich Württembergischen Staats-Eisenbahnen die zunächst schmalspurige Zabergäubahn von Lauffen am Neckar bis Güglingen (1901 bis Leonbronn verlängert). Das Meimsheimer Bahnhofsgebäude entstand als Einheitsbahnhof vom Typ IIa. 1905/06 erfolgte der Bau einer Wasserleitung, 1914 wurde das neue Schulhaus eingeweiht. Im Ersten Weltkrieg kamen 44 von 161 Meimsheimer Kriegsteilnehmern ums Leben.
1919 wurde der Ort elektrifiziert. 1933 gab es 896 Einwohner, 1939 gab es 979. Bei der Verwaltungsreform während der NS-Zeit in Württemberg gelangte Meimsheim 1938 zum Landkreis Heilbronn. Im Zweiten Weltkrieg waren rund 70 Tote und Vermisste unter 260 eingerückten Männern zu beklagen. Der Krieg brachte jedoch einen Zustrom von Flüchtlingen und später auch Vertriebenen, so dass Ende 1945 in Meimsheim 1066 Personen lebten. Der Ort überdauerte den Krieg nahezu unbeschadet. Lediglich bei der Besetzung des Ortes durch französische Truppen kam es am 1. April 1945 bei Löscharbeiten an einem in Brand geschossenen Gebäude zu vier Todesopfern – darunter der langjährige, seit 1909 im Amt befindliche Bürgermeister Wilhelm Schmid – sowie zwei Verletzten.
Da der Ort Teil der Amerikanischen Besatzungszone geworden war, gehörte er somit seit 1945 zum neu gegründeten Land Württemberg-Baden, das 1952 im jetzigen Bundesland Baden-Württemberg aufging.
Nach dem Zweiten Weltkrieg wurden 1949 die Wasserversorgung des Ortes durch Zuführung von zwei weiteren Quellen verbessert und ein Sportplatz eingeweiht. 1950 lag der Ort an der neu errichteten Omnibusstrecke von Heilbronn nach Ochsenburg. 1951 wurden eine Weingärtnergenossenschaft gegründet und die Gemeindehalle errichtet, 1952 ein Gewerbeverein gegründet. Die Weingärtnergenossenschaft erwarb die gemeindeeigene Kelter, schloss sich aber mangels genügender Weinkeller der Württembergischen Weingärtner-Zentralgenossenschaft in Möglingen als Vollablieferer an. Ein 1953 abgehaltener Heimattag machte den Ort zahlreichen Besuchern aus nah und fern bekannt. 1956 wurde ein neuer Kindergarten errichtet, 1961/62 die Martinskirche erneuert. 1963 schlossen sich die Gemeinden Brackenheim, Cleebronn, Botenheim, Meimsheim, Hausen an der Zaber und Dürrenzimmern zum Zweckverband „Abwasserreinigung Untere Zaber“ zusammen. 1968 wurden das Baugebiet Steinäcker erschlossen und ein Gebäude in der Hausener Straße als neues Rathaus erworben, 1969 erfolgte der Abriss des historischen Rathauses.
Am 16. Januar 1972 sprach sich eine Mehrheit der Bürger bei einer Anhörung im Zuge der Gemeindereform für einen Anschluss an Brackenheim aus, der zum 1. April 1972 vollzogen wurde.

## Wappen
Die Blasonierung lautet: In Blau ein nach links gekehrter silberner Angelhaken.

## Sehenswürdigkeiten

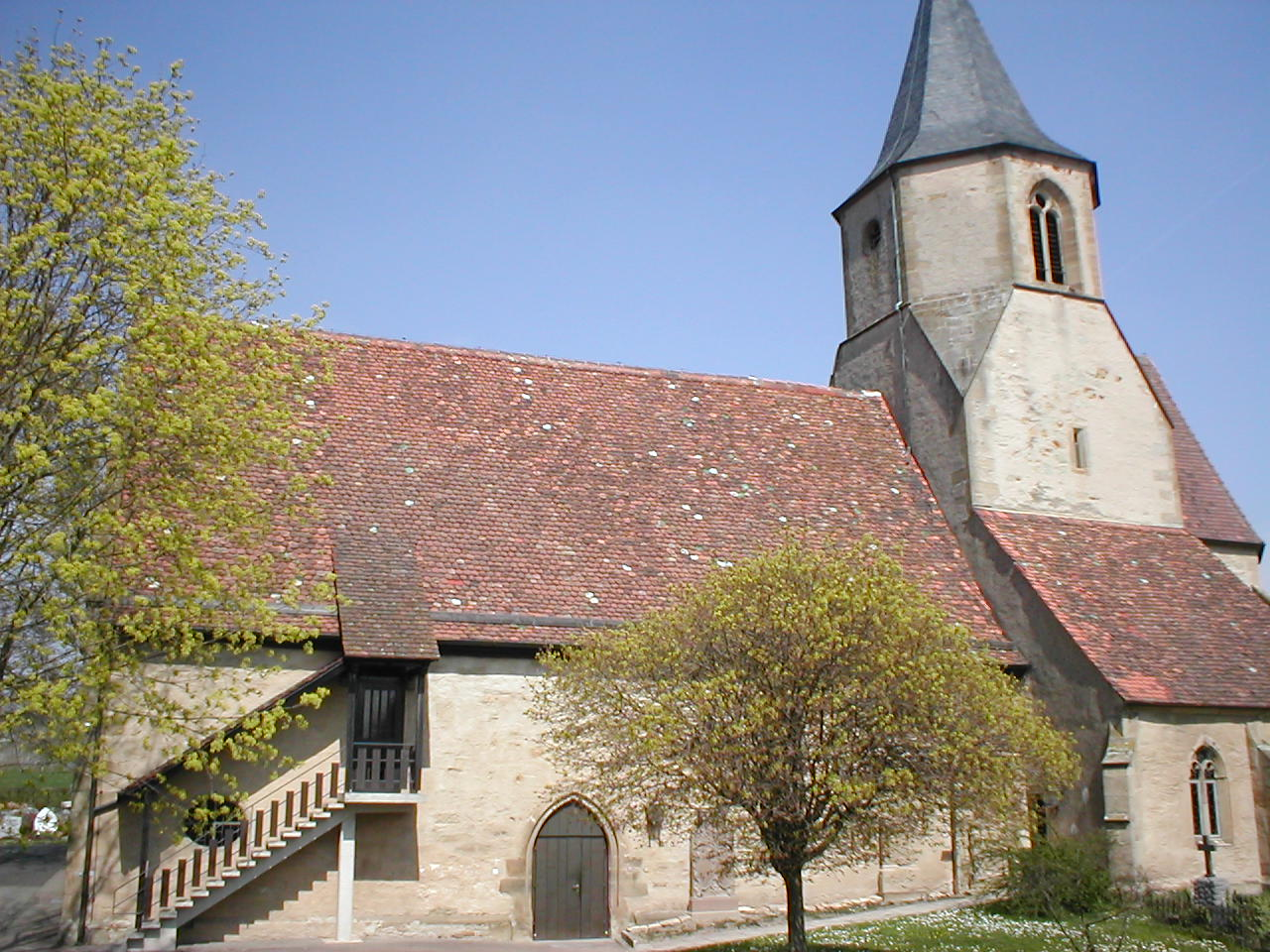
Ev. Martinskirche

- Die evangelische Martinskirche wurde auf den Fundamenten eines römischen Gutshofes errichtet, gehört zu den ältesten Kirchenbauten im Landkreis Heilbronn und war Mutterkirche der Filialkirchen in den umliegenden Ortschaften. Turm, Chor und Sakristeien im Stil der Spätgotik stammen aus dem 15. und frühen 16. Jahrhundert, das Kirchenschiff wurde im 18. Jahrhundert erneuert.
- Unmittelbar vor der Martinskirche befindet sich der Lindenplatz, der auf die einst vorhandenen 500- und 1000-jährigen Linden hinweist. Die jüngere Linde musste 1980, die ältere Linde 1994 wegen Absterben und Einsturzgefahr gefällt werden. Die Linden waren möglicherweise einst Gerichtslinden. Heute befindet sich dort nur noch eine junge Linde, die aus einem Trieb der 1000-jährigen Linde gezüchtet wurde. An die Linden erinnern noch Straßen- und Gebäudenamen wie Lindenstraße und Lindenhof.
- Eine Schule ist in Meimsheim ab dem 16. Jahrhundert belegt, die Schulmeisterstelle umfasste auch den Mesnerdienst und die Gerichtsschreiberei. Das heutige Schulhaus stammt von 1914.

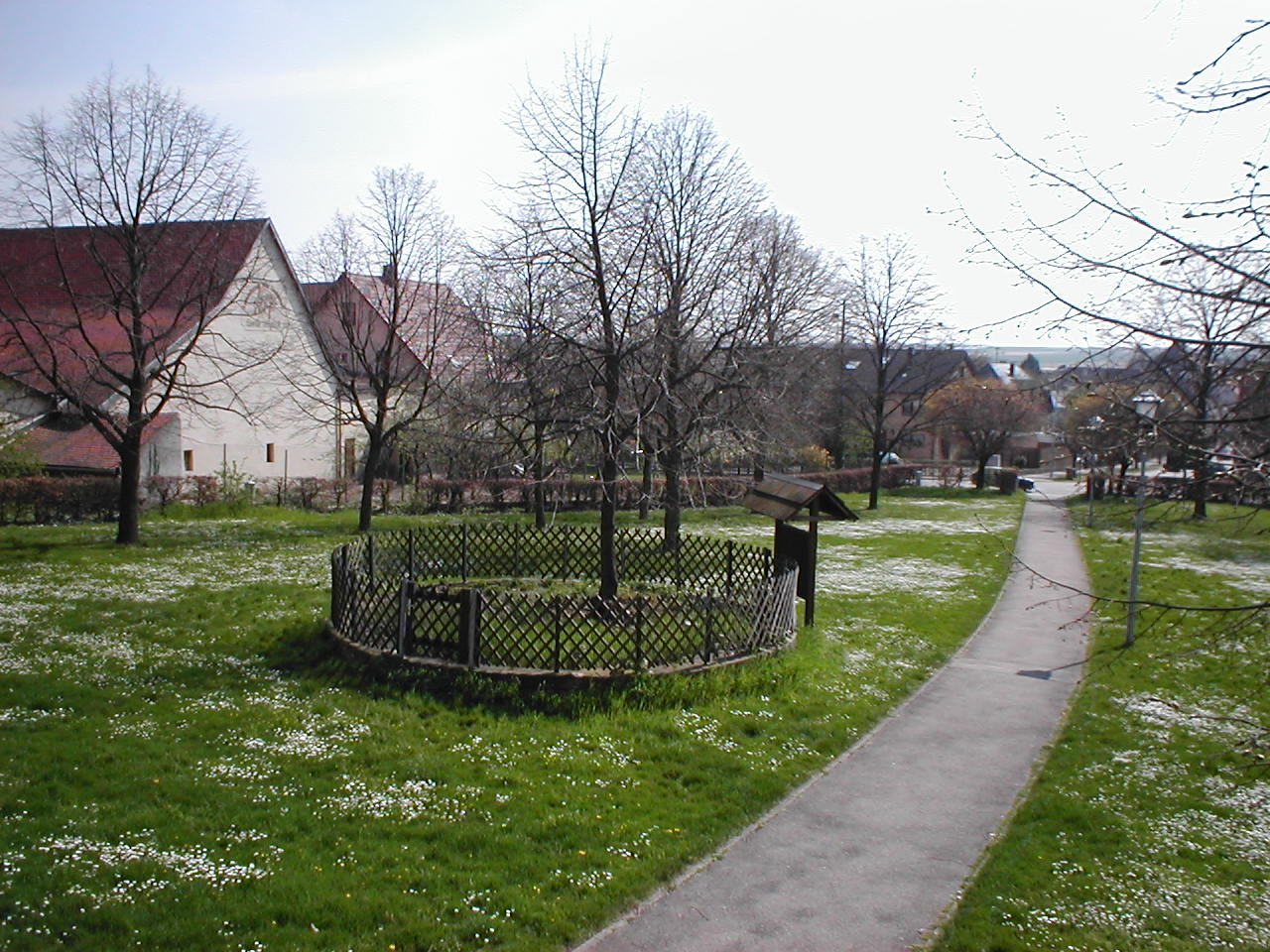
Lindenplatz
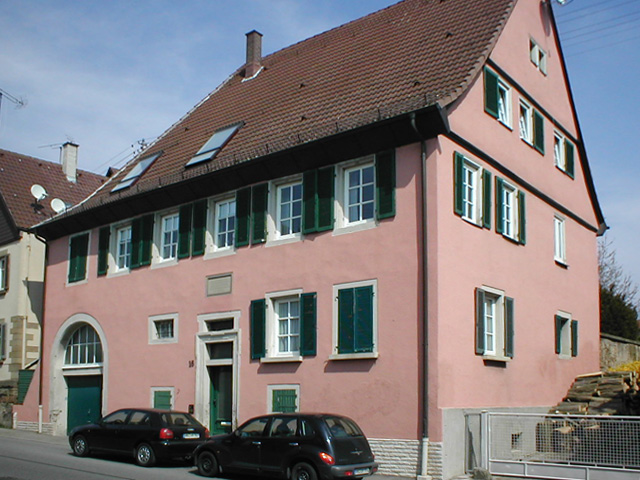
Pfarrhaus von 1743
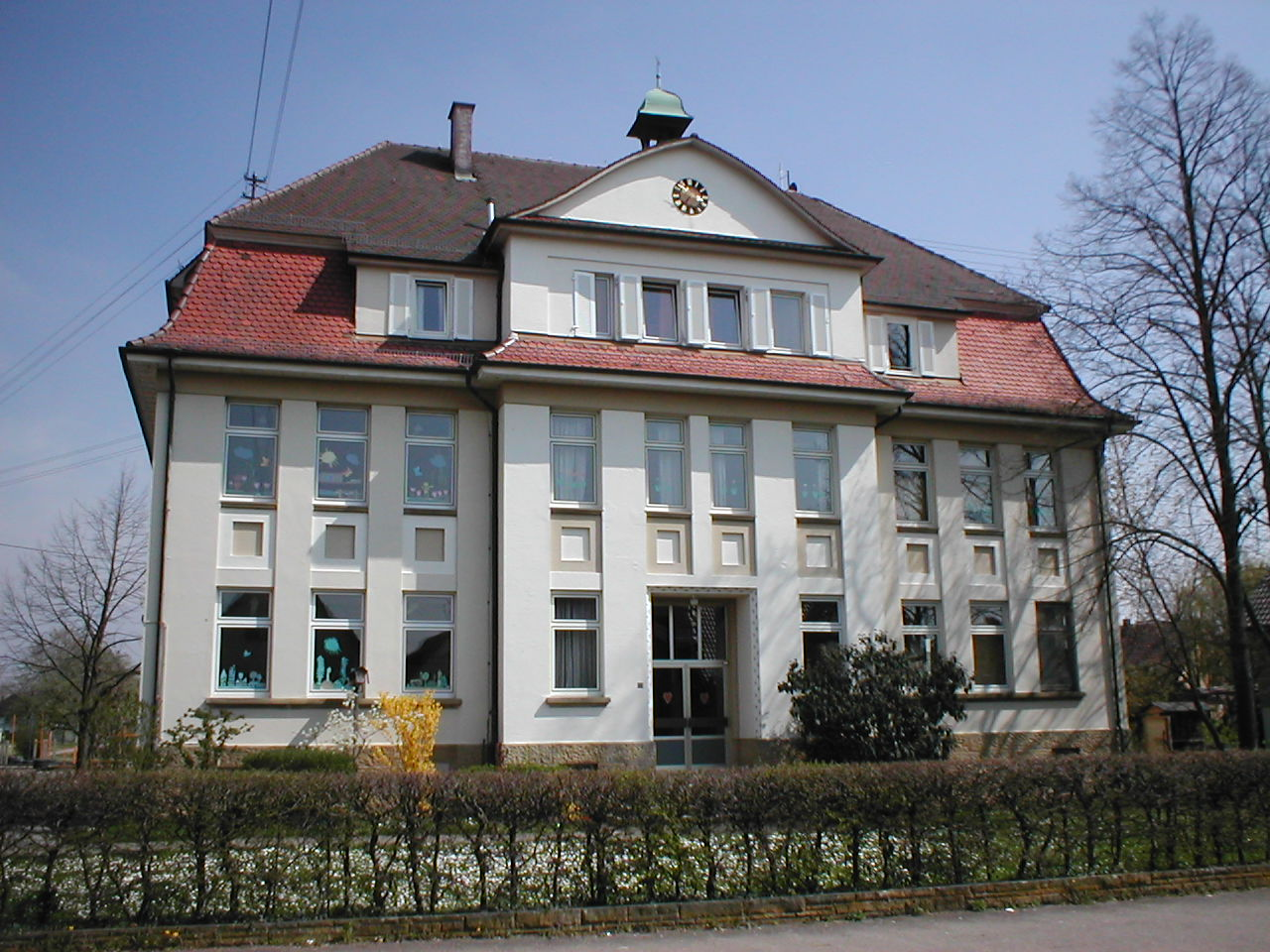
Schulhaus von 1914

- In der Ortsmitte von Meimsheim befinden sich mehrere im Kern barocke Wohnhäuser, darunter auch das Pfarrhaus von 1743.
- Der Ochsenbrunnen stammt noch aus der Zeit der Renaissance, er wurde 1970 renoviert. Das Backhaus stammt von 1841, außerdem ist im Ort die ehemalige Genossenschaftskelter erhalten.

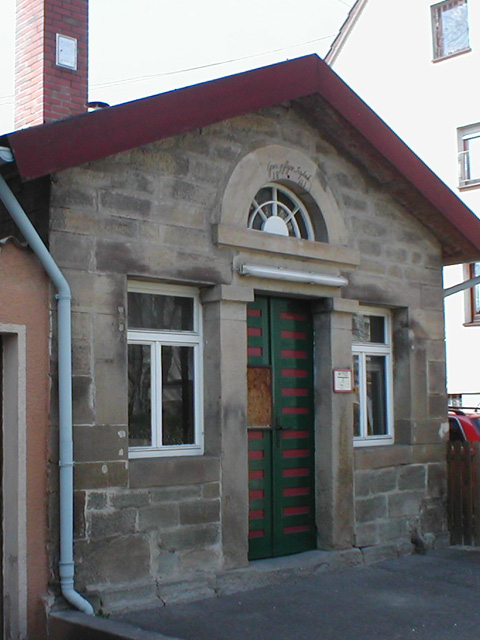
Backhaus von 1841
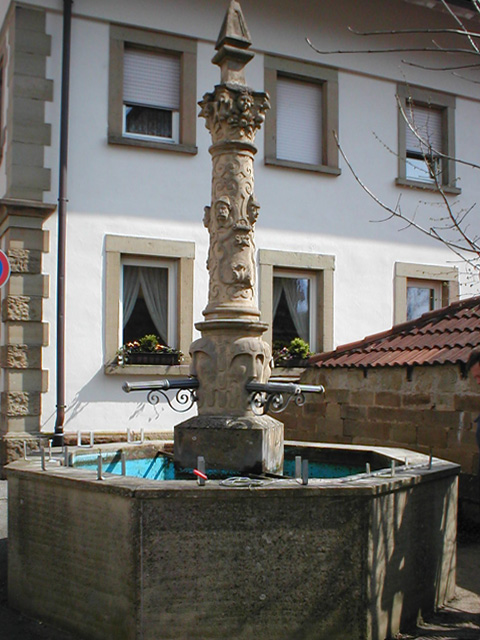
Ochsenbrunnen
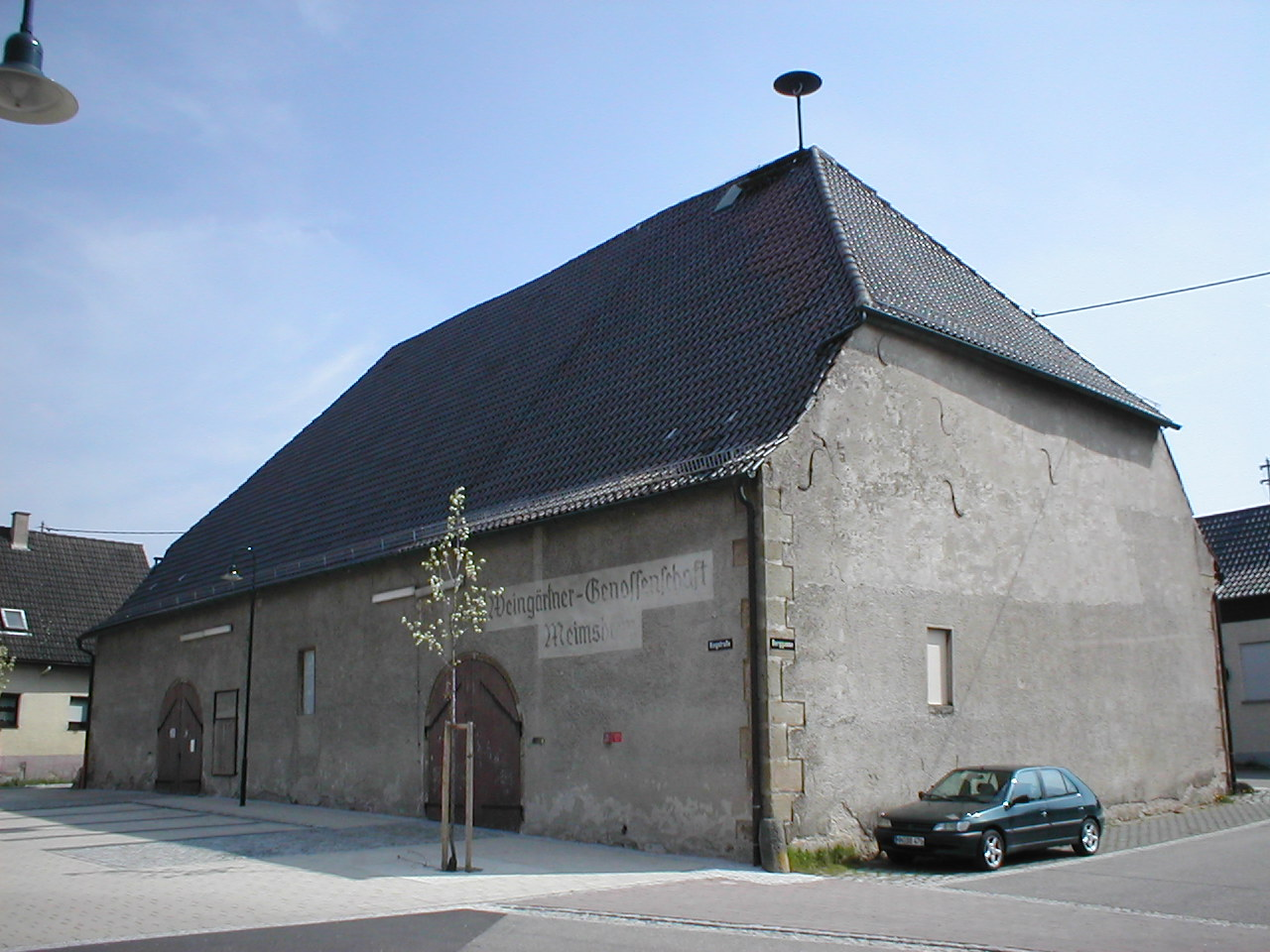
Ehem. Genossenschaftskelter

## Persönlichkeiten
- Wilhelm Kohlhammer (* 26. August 1839 in Meimsheim; † 1893), Verleger
- Friedrich Hack (1843–1911), Oberbürgermeister der Stadt Stuttgart 1872 bis 1892
- Albert Hirth (1858–1935), Ingenieur und Erfinder
- Fritz Wider (1877–1965), Politiker, Landtagsabgeordneter